# Бодогая
Бодогая (рум. Bodogaia) — село у повіті Харгіта в Румунії. Входить до складу комуни Секуєнь.
Село розташоване на відстані 221 км на північ від Бухареста, 63 км на захід від М'єркуря-Чука, 120 км на південний схід від Клуж-Напоки, 83 км на північний захід від Брашова.

## Населення
За даними перепису населення 2002 року у селі проживали 787 осіб.
Національний склад населення села:
| Національність | Кількість осіб | Відсоток |
| -------------- | -------------- | -------- |
| угорці         | 743            | 94,4%    |
| цигани         | 26             | 3,3%     |
| румуни         | 18             | 2,3%     |

Рідною мовою назвали:
| Мова      | Кількість осіб | Відсоток |
| --------- | -------------- | -------- |
| угорська  | 772            | 98,1%    |
| румунська | 15             | 1,9%     |